# Refuge faunique national de la Péninsule d'Alaska
Le Refuge faunique national de la Péninsule d'Alaska (en anglais : Alaska Peninsula National Wildlife Refuge) est une réserve faunique située en Alaska aux États-Unis. Son statut a été établi en 1980 par l'Alaska National Interest Lands Conservation Act. Il est administré à King Salmon.

## Description
D'une superficie de 14 421 km2, il s'étend sur la côte sud de la Péninsule d'Alaska, entre le refuge faunique national Becharof à l'est et l'extrémité de la péninsule à False Pass à l'ouest. Il est séparé en plusieurs sections par l'Aniakchak National Monument and Preserve. Ses bureaux administratifs se trouvent à King Salmon.
Il s'étend sur le Borough des Aléoutiennes orientales, le Borough de l'île Kodiak, et sur le Borough de Lake and Peninsula. Le refuge a été gravement touché en 1989 par le naufrage de l'Exxon Valdez.

## Géographie
Il comporte de nombreuses caractéristiques géologiques différentes, avec une importante activité volcanique, des vallées glaciaires et des zones côtières.
Les volcans Chiginagak et Veniaminof y sont situées. Ce dernier étant un des volcans les plus actifs d'Alaska, sa dernière éruption remontant à 1995. La zone du mont Veniaminof a été désigné comme National Natural Landmark.
Contrastant avec les paysages volcaniques du refuge, la côte pacifique est caractérisée par des falaises, des baies, des fjords et estuaires des nombreux cours d'eau provenant des glaciers. L'érosion maritime est particulièrement marquée dans la zone de Chignik, où les formes et couleurs des rochers sont spectaculaires.

## Faune

### Oiseaux
De nombreux oiseaux de mer se retrouvent dans le refuge. Leur population est particulièrement étudiée par la Société nationale Audubon. On y trouve :
- La harle bièvre
- Le garrot à œil d'or
- Le cygne siffleur
- L'oie rieuse
- Le canard colvert
- Le canard pilet
- La sarcelle à ailes vertes
- La bernache du Canada
- Le fuligule milouinan
- Le canard souchet
- La macreuse à bec jaune
- L'harelde boréale

ainsi que le macareux, la Pygargue à tête blanche et le guillemot.

### Mammifères
Plusieurs mammifères marins peuvent être observés dans le parc : 
- Lion de mer
- Baleine grise
- Phoque commun

Environ 500 ours bruns fréquentent les prairies et les bords des rivières au printemps et en été pour chasser les saumons lors de leur migration. On y trouve aussi :
- L'orignal
- Le caribou
- Le lièvre et
- Le lynx

## Paysages du refuge

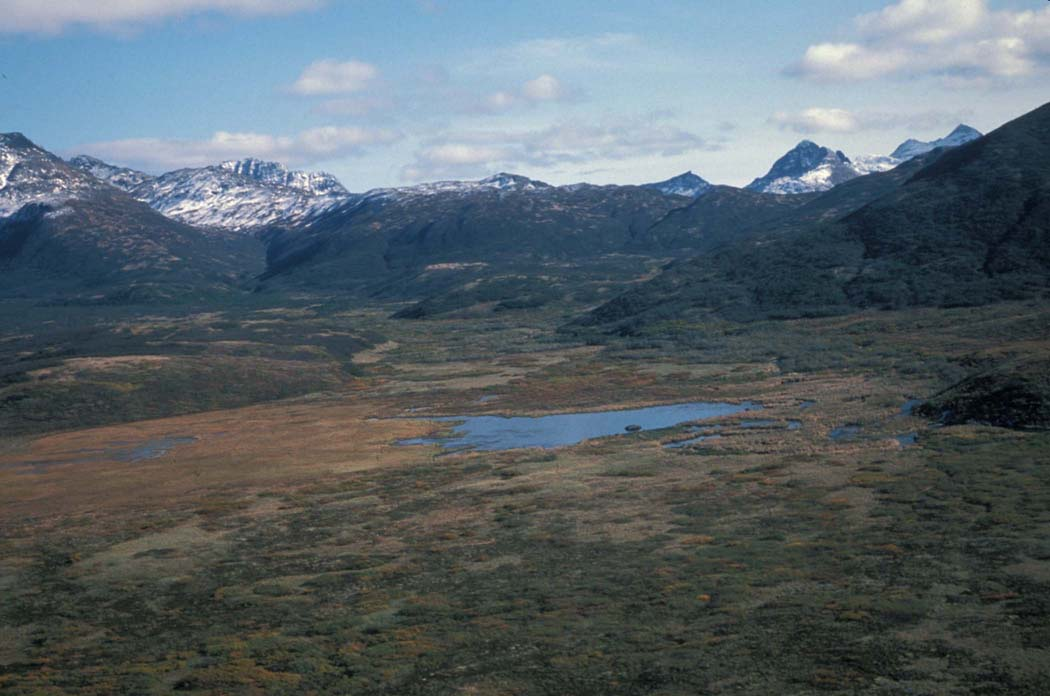
Lac et montagnes du refuge
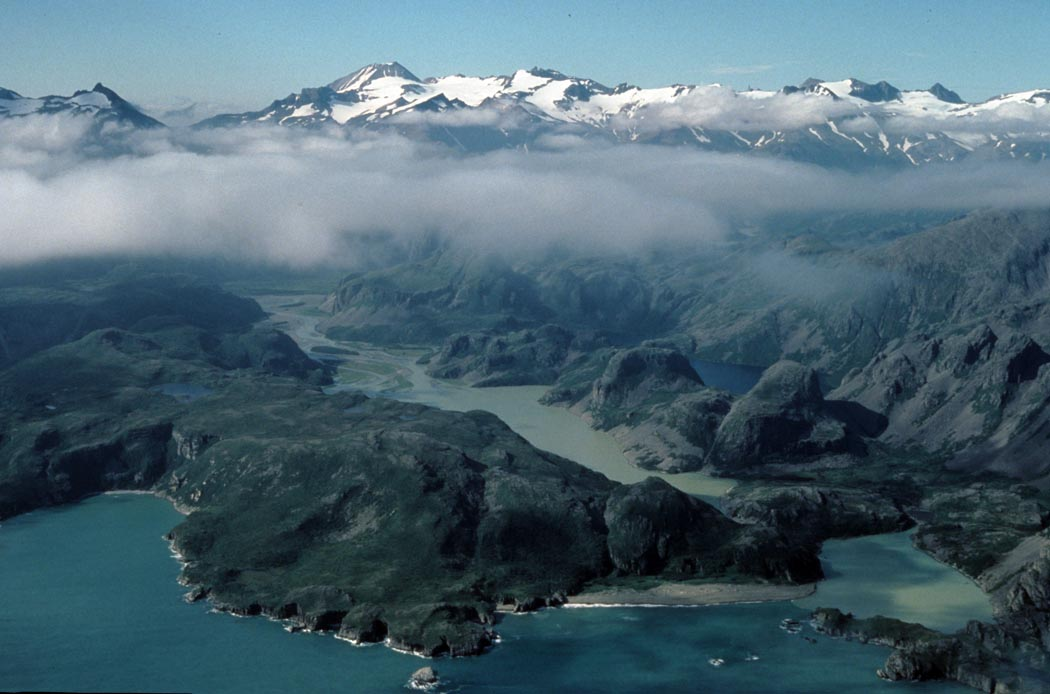
Port Wrangell
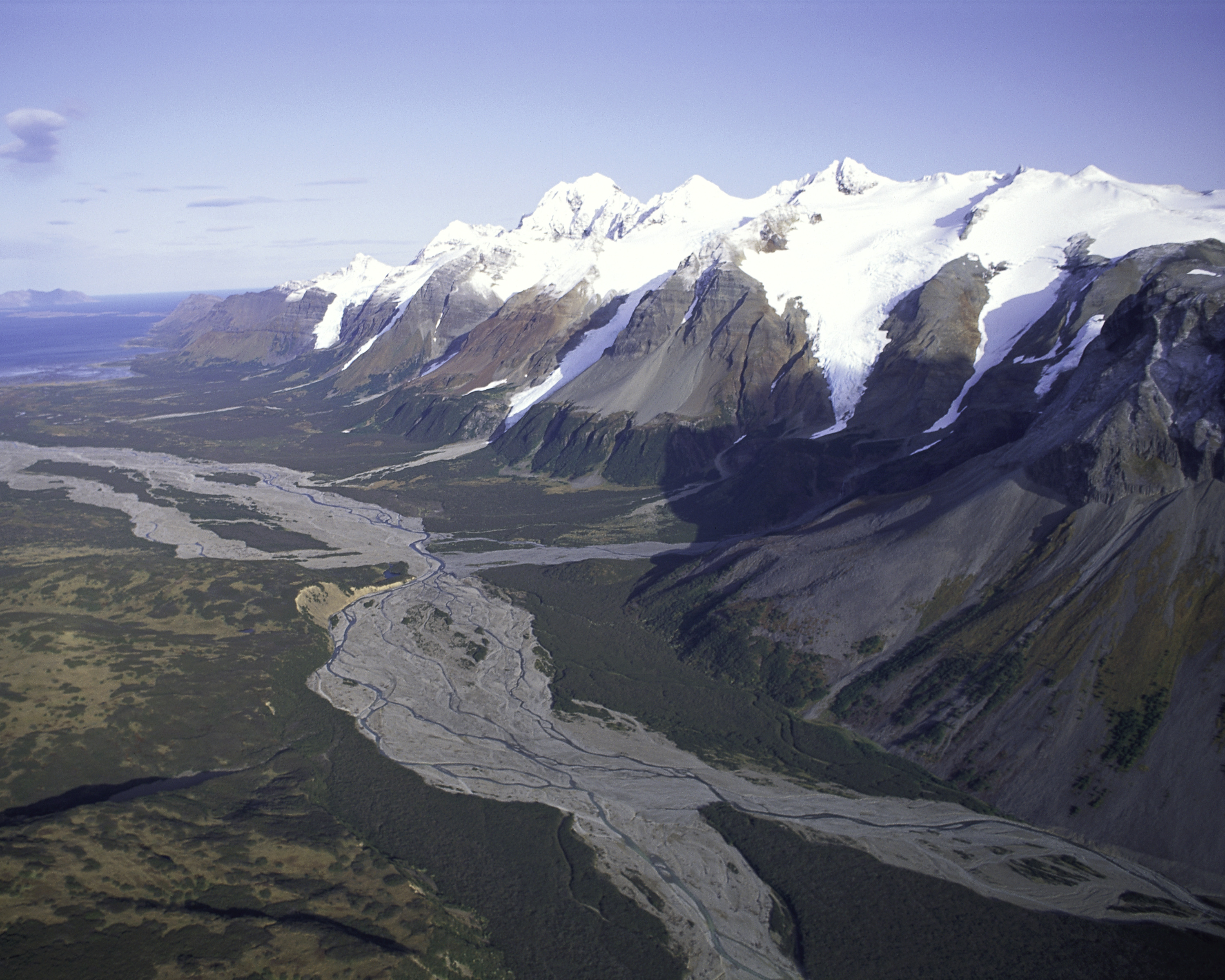
Chaîne de montagne et vallée glaciaire
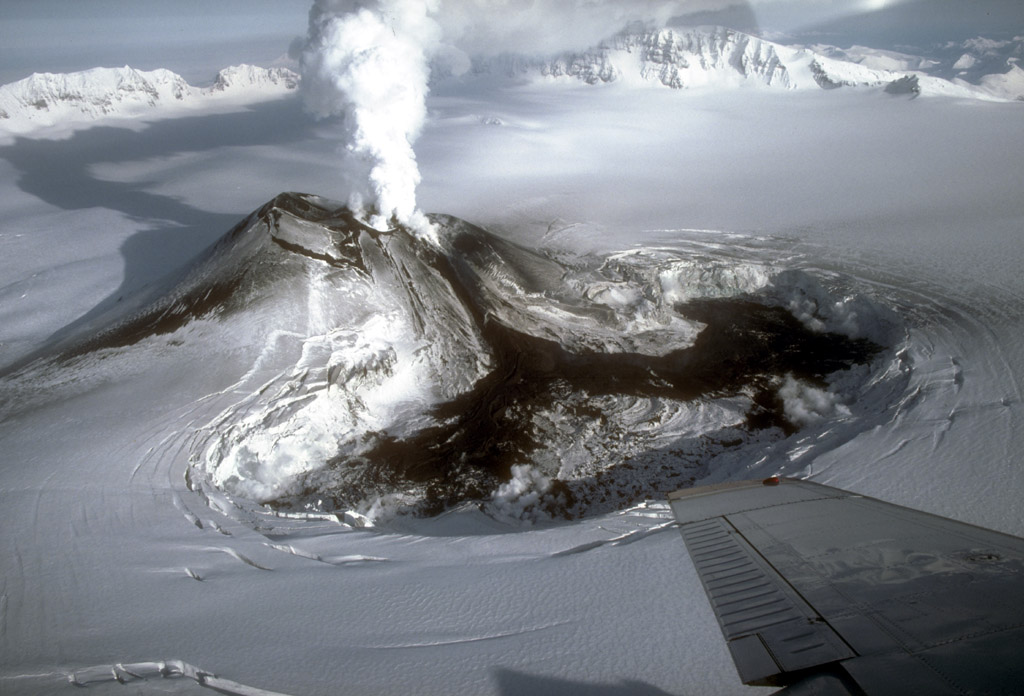
Mont Veniaminof

## Faune du refuge

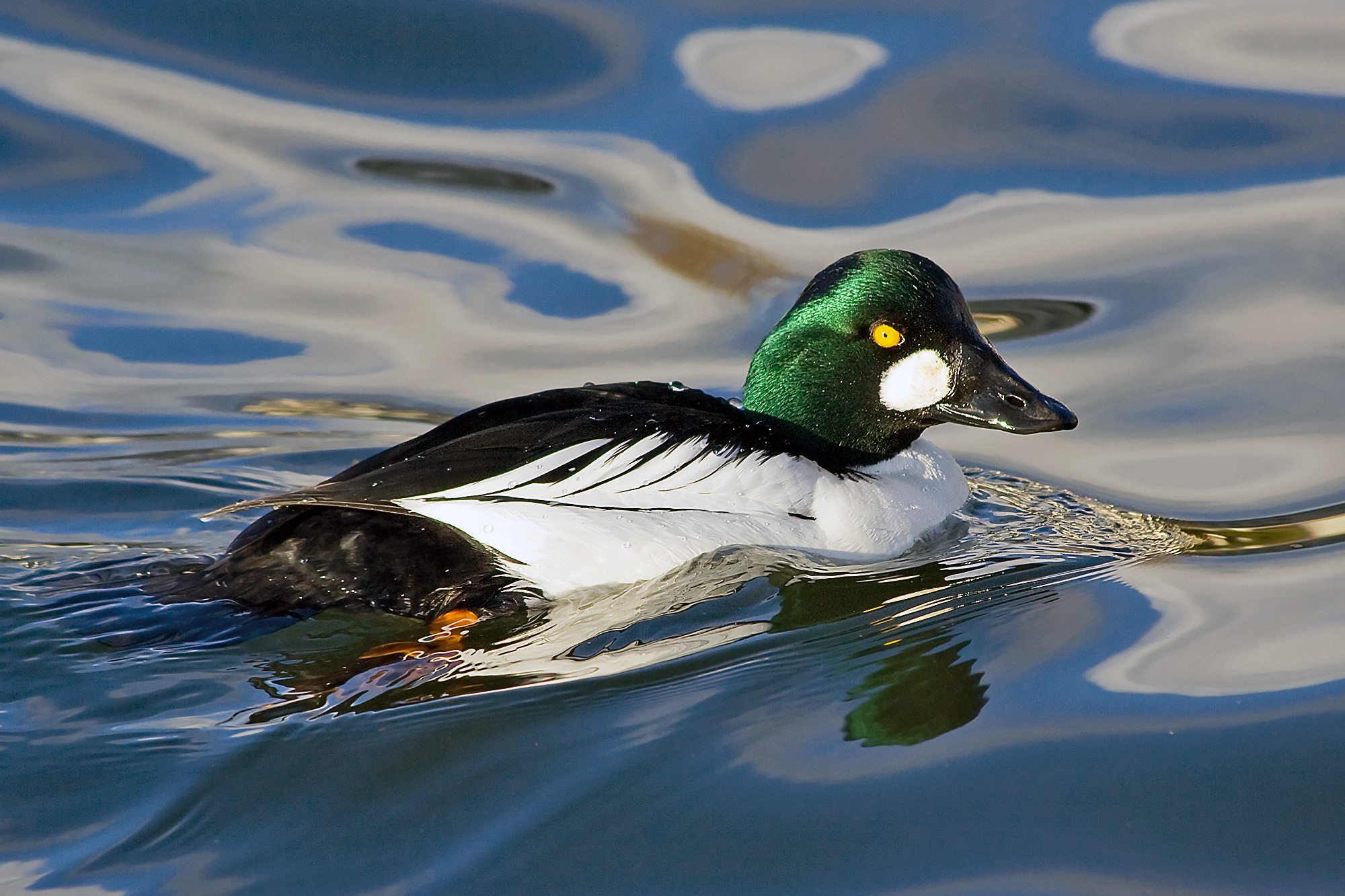
Garrot à œil d'or
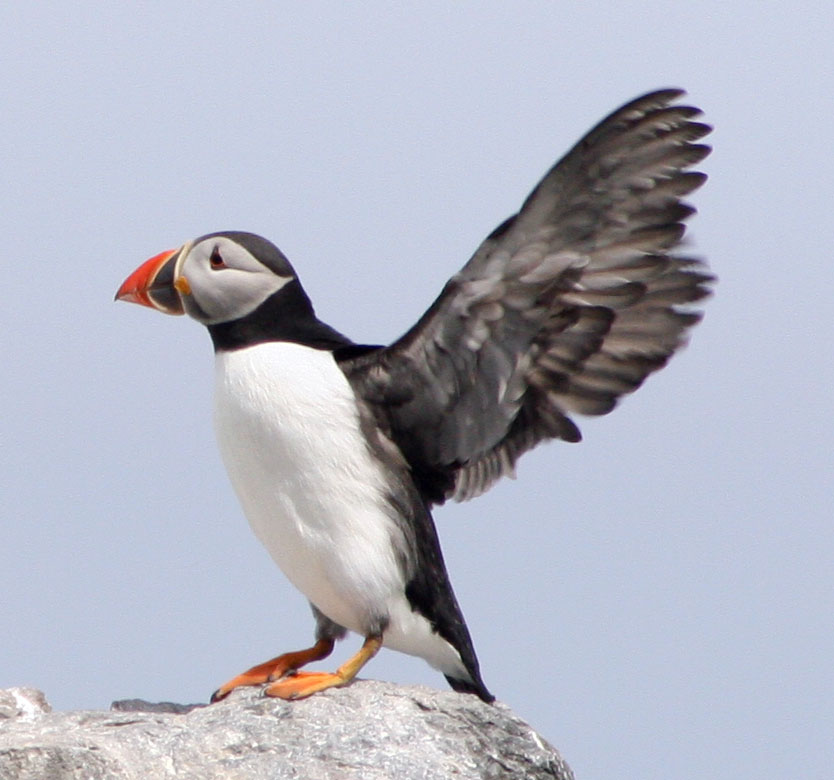
Macareux
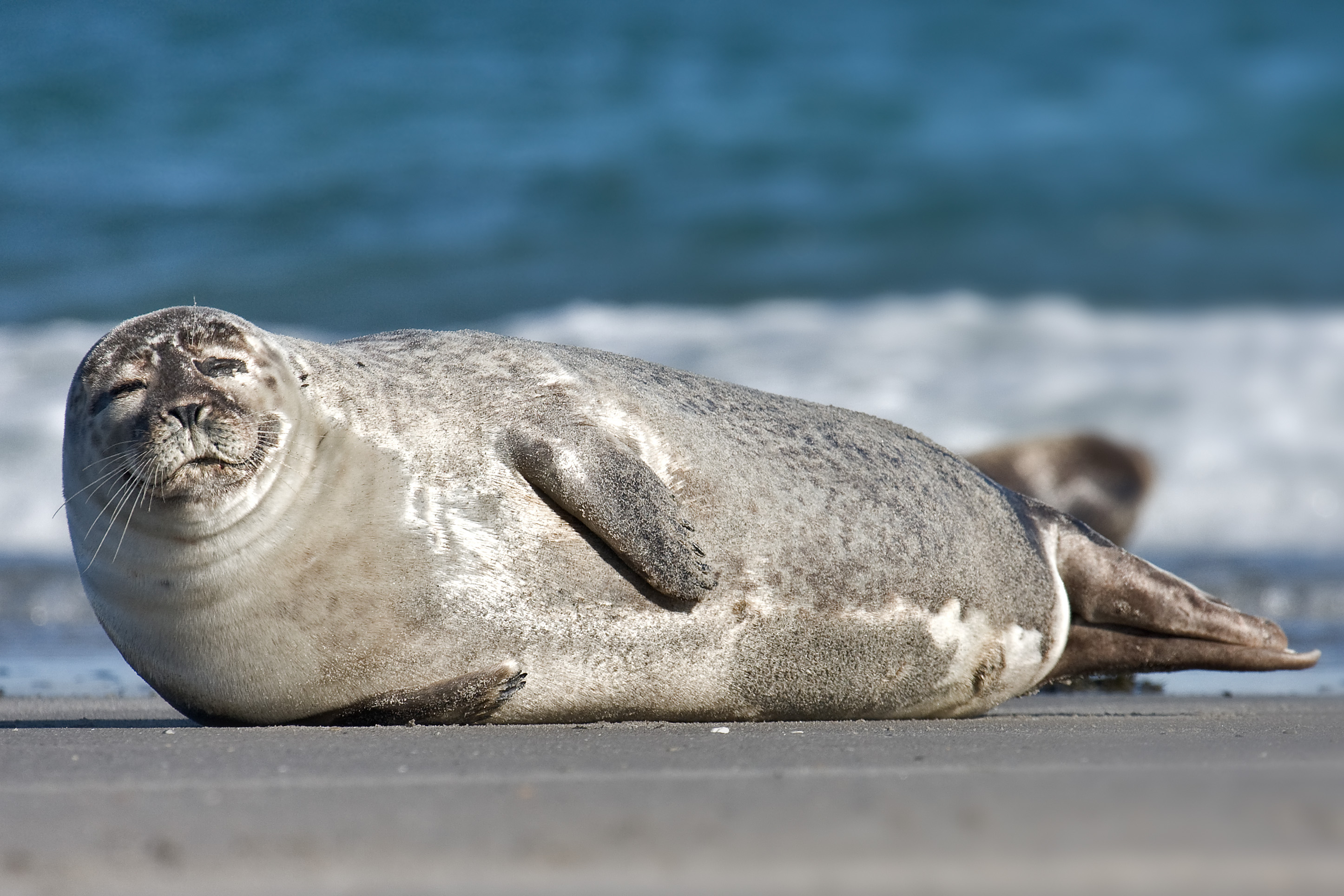
Phoque commun
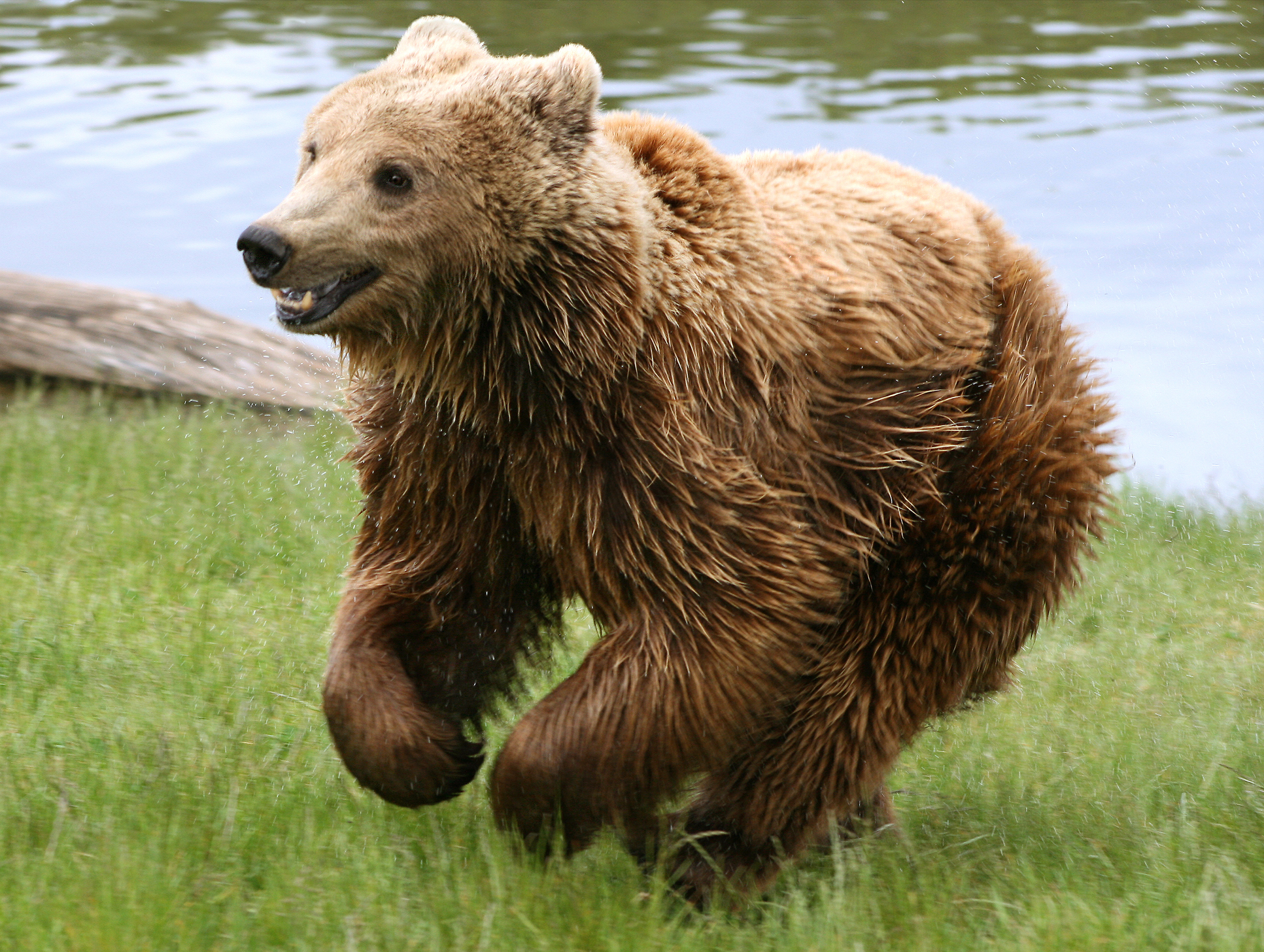
Ours brun

- (en) Cet article est partiellement ou en totalité issu de l’article de Wikipédia en anglais intitulé « Alaska Peninsula National Wildlife Refuge » (voir la liste des auteurs).